# Superintendent (Deutsche Dienstorganisation)
Der Superintendent (lateinisch superintendens, wörtlich ‚Aufseher‘, Lehnübersetzung von altgriechisch ἐπίσκοπος episkopos) war ein Dienstgrad bei den nach dem Zweiten Weltkrieg eingerichteten Deutschen Dienstorganisationen der Britischen und US-amerikanischen Streitkräfte. Er entsprach der Stellung eines Offiziers und gehörte innerhalb der Einheiten zu der bis zu fünfstufigen Führungsebene der Officer Ranks.

## Britische Zone
Unmittelbar nach dem Ende des Zweiten Weltkriegs bauten die Britischen Streitkräfte im Juli 1945 Arbeitskompanien auf, die sich ab August 1945 als Labour Service vornehmlich aus deutschen Kriegsgefangenen und Freiwilligen rekrutierten.
Um die Wiederherstellung und Sicherung des öffentlichen Lebens und der Infrastruktur schnellstmöglich zu erreichen, setzten die Briten insbesondere auf erfahrene und nicht vorbelastete ehemalige Wehrmachtsangehörige.
Der Labour Service bildete die Grundlage der 1947 aufgestellten Alliierten Dienstgruppen (später: Deutsche Dienstorganisationen), aus dem im Sommer desselben Jahres die German Civil Labour Organisation hervorging.
Die inzwischen strukturell als militärische Formationen organisierten Einheiten gingen schließlich am 21. Oktober 1950 mit einer Gesamtstärke von 60.000 Mann in die neu gebildete German Service Organisation (GSO) auf. Zugleich wurden an strategisch wichtigen Orten auch bewaffnete Wachmannschaften gebildet, die als Watchmen´s Service geführt wurden.
Zu ihrer militärischen Struktur wurden die meisten Einheiten der GSO uniformiert. Zudem führten deren Angehörige militärische Ränge, die sich in der unteren und mittleren Ebene zum Teil an die Dienstbezeichnungen des ehemaligen Reichsarbeitsdienstes anlehnten.
Die Offiziere der GSO führten Superintendenten-Ränge, die sich wiederum an den Polizeidienstgraden der Commonwealth-Staaten orientierten. Es wird davon ausgegangen, dass damit die Stellung eines Offiziers auch nach außen, somit insbesondere gegenüber der in Deutschland stationierten britischen Einheiten, untermauert werden sollte, da gegenüber den GSO-Offizieren grundsätzlich eine Grußpflicht bestand.
Die Offizierslaufbahn der GSO wies, je nach Organisationsstruktur und Stärke der Einheit, bis zu fünf Dienstgrade vor: Assistant Superintendent, Superintendent, Chief Superintendent, Staff Superintendent und Senior Staff Superintendent. Sie bildeten die Führungsebene der jeweiligen Einheiten.
Eine der bekanntesten Deutschen Dienstorganisationen im Britischen Sektor, die diese Ränge führte, war die bis September 1994 in West-Berlin aufgestellte 248 German Security Unit der Royal Military Police.
Bei dem früheren Wehrmachtsoffizier Johannes Gohl handelte es sich um einen der ehemaligen Einheitsführer, der als solcher den Dienstgrad eines Staff Superintendent führte.
Siehe auch: Superintendent of Police
| Dienstgrad                  | Äquivalenz             | Verwendung                                                                           |
| --------------------------- | ---------------------- | ------------------------------------------------------------------------------------ |
| Assistant Superintendent    | Leutnant               | Spieß Quartiermeister stellv. Zugführer Stabstätigkeit                               |
| Superintendent              | Oberleutnant           | Zugführer Quartiermeister stellv. Kompaniechef Stabstätigkeit stellv. Einheitsführer |
| Chief Superintendent        | Hauptmann              | Kompaniechef Leiter einer Verwaltungsebene stellv. Einheitsführer                    |
| Staff Superintendent        | Stabshauptmann / Major | Officer Commanding Einheitsführer Leiter einer Verwaltungsebene                      |
| Senior Staff Superintendent | Oberstleutnant         | Officer Commanding Einheitsführer Leiter einer Verwaltungsebene                      |

## US-amerikanische Zone
Innerhalb der US-amerikanischen Streitkräfte existiert noch heute die Bezeichnung Superintendent vornehmlich auf der Verwaltungsebene der United States Air Force als Dienststellung, jedoch nicht als Dienstgrad.
In der Amerikanischen Zone und m Amerikanischen Sektor Berlins wurde bei den Deutschen Dienstorganisationen im Oktober 1946, mit der Aufstellung der Industrial Police im Geschäftsbereich der Luftwaffe, der Superintendent als Dienstgrad eingeführt, welcher als Offizier in herausragender Stellung eingesetzt war.
Die Laufbahn wies, je nach Organisationsstruktur und Stärke der Einheit, bis zu drei Dienstgrade vor: Assistant Superintendent, Superintendent und Senior Superintendent. Sie bildeten die Führungsebene der jeweiligen Einheiten.
Der Superintendent fungierte u. a. bei der Industrial Police des 7350th USAF Security Police Squadron im damaligen West-Berlin als Leiter. Die Einheit war insbesondere für die Bewachung und Zugangskontrolle des militärischen Bereiches des damaligen Flughafens Berlin-Tempelhof verantwortlich und wurde im Juni 1993 ersatzlos demobilisiert.
| Dienstgrad               | Verwendung                                                       |
| ------------------------ | ---------------------------------------------------------------- |
| Assistant Superintendent | Vertreter des Superintendent Entscheidungsoffizier               |
| Superintendent           | Leiter eines IP-Districts Entscheidungsoffizier                  |
| Senior Superintendent    | Berater im Stab eines Military Post oder einer Luftwaffeneinheit |